# Ichnanthus bambusiflorus
Ichnanthus bambusiflorus là một loài thực vật có hoa trong họ Hòa thảo. Loài này được (Trin.) Döll mô tả khoa học đầu tiên năm 1877.